# دالکیث (کاخ)
دالکیث (انگلیسی: Dalkeith Palace) کاخ-قلعه‌ای است در میدلودین واقع در اسکاتلند.